# Riley Carter Millington
Riley Carter Millington (Stretford) és un actor anglès conegut per interpretar a Kyle Slater en el fulletó de la BBC Gent del barri. És el primer home trans en interpretar un personatge regular transgènere en la història de les sèries britànica. The Independent, en la seva "Rainbow List" de 2015, va nomenar-lo la persona LGBTI més influent del Regne Unit i es va convertir en el primer home trans que encapçala llista. Els jutges van considerar que el seu paper "podria ajudar a les persones trans —fins i tot salvar vides— i representa una fita cultural".
Millington va estudiar drama a l'Eccles Sixth Form Centre i un Bachelor of Arts a la Universitat de Lancashire Central abans de formar part del repartiment de Gent del barri. El seu personatge, Kyle, també és transsexual. El càsting de Millington va ser elogiat pel presentador Paris Lees com "la cosa més gran per la comunitat transgènere a Gran Bretanya aquesta dècada […] Com un moment de la cultura pop, això és enorme i un signe dels temps".

## Filmografia

### Televisió
| Any             | Títol          | Paper       |
| --------------- | -------------- | ----------- |
| 2015–actualitat | Gent del barri | Kyle Slater |